# Brothers (Ola Svensson)
Brothers è il secondo singolo del cantante svedese Ola Svensson. Il brano, scritto da Jonas Saeed, Pia Sjöberg e Ola Svensson, è incluso nel sul album di debutto Given to Fly. 
Questo singolo si è classificato in posizione numero 4 della classifica dei singoli svedesi.
La canzone "Brothers" è dedicata ai suoi due fratelli maggiori, Jonas e Daniel che sono stati adottati da El Salvador.

## Tracce
1. Brothers – 3:44

## Posizione in classifica
| Classifica (2006)              | Posizione in classifica | Settimane TOT | Certificazioni |
| Classifica (2006)              | Posizione in classifica | Settimane TOT | Svezia         |
| ------------------------------ | ----------------------- | ------------- | -------------- |
| Classifica dei singoli svedesi | numero 4 (1 settimana)  | 3             | -              |